# Universidade da Ânglia Oriental
A Universidade da Ânglia Oriental (UEA; em inglês: University of East Anglia) é uma universidade pública de pesquisas britânica localizada na cidade Nórvico. Fundada em 1963, a universidade é composta por quatro faculdades e 26 escolas.

## Organização

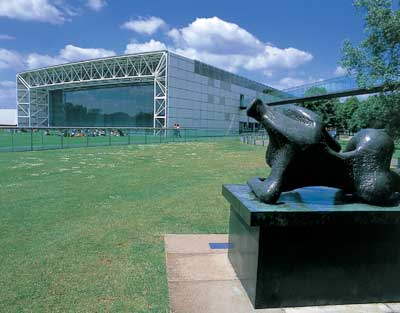
Centro de Artes Visuais de Sainsbury projetado por Norman Foster

A universidade oferece mais de 300 cursos em suas quatro faculdades, que contêm 26 escolas:

### Faculdade de Artes e Ciências Humanas
- Escola de Arte, Mídia e Estudos Americanos
- Escola de História
- Instituto Interdisciplinar de Ciências Humanas
- Escola de Literatura, Drama e Escrita Criativa
- Escola Política, Filosofia e Estudos de Linguagem e Comunicação

### Faculdade de Medicina e Ciências da Saúde
- Escola de Medicina de Nórvico
- Escola de Ciências da Saúde

### Faculdade de Ciência
- Escola de Ciências Atuariais
- Escola de Ciências Biológicas
- Escola de Bioquímica
- Escola de Química
- Escola de Ciências da Computação
- Escola de Engenharia
- Escola de Ciências Ambientais
- Escola de Geografia
- Escola de Matemática
- Escola de Ciências Naturais
- Escola de Farmácia
- Escola de Física

### Faculdade de Ciências Sociais
- Escola de Economia
- Escola de Educação e Aprendizagem ao Longo da Vida
- Escola de Desenvolvimento Internacional
- Escola de Direito da UEA
- Escola de Negócios de Nórvico
- Escola de Psicologia
- Escola de Serviço Social e Psicologia

## Ex-alunos notáveis
- Tupou VI, rei de Tonga
- Rubina Berardo, política
- John Boyne, escritor irlandês
- Jack Davenport, ator britânico
- James Frain, ator britânico

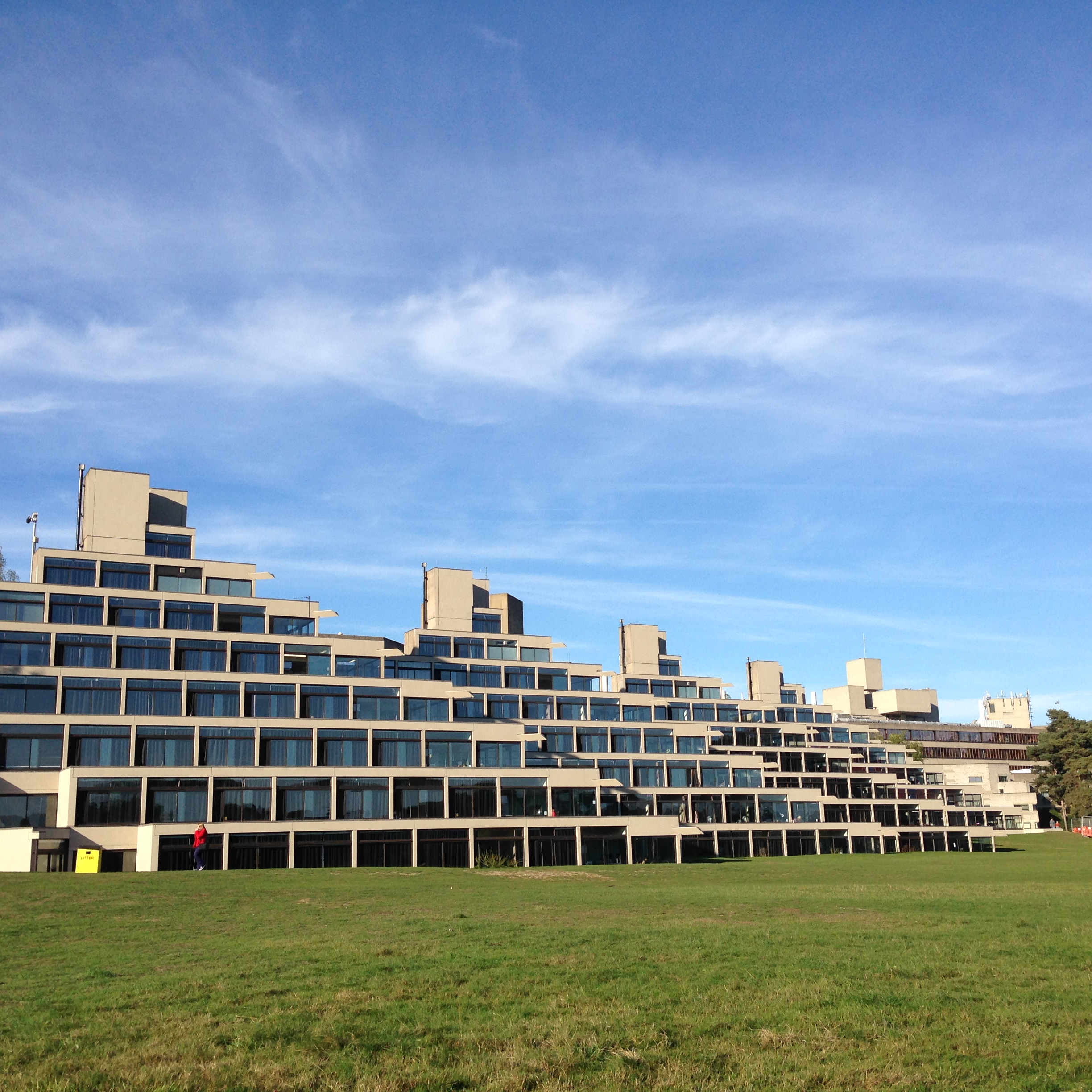
Norfolk Terrace e Attached Walkways

- Sir Kazuo Ishiguro, escritor japonês
- Ian McEwan, escritor britânico
- Dame Sarah Gilbert, professora vacinologia na Universidade de Oxford
- Sir Carlyle Glean, ex-governador-geral de Granada
- Sir Michael Houghto, laureado com o Prêmio Nobel
- Sir Paul Nurse, investigador bioquímico laureado com o Prêmio Nobel
- John Rhys-Davies, ator britânico
- W. G. Sebald, escritor alemão
- Matt Smith, ator britânico
- Emma Taylor-Isherwood, atriz canadense
- Manuel de Araújo, político moçambicano
- Panos Karnezis, escritor grego